# Мотично
Мотично (пол. Motyczno) — село в Польщі, у гміні Влощова Влощовського повіту Свентокшиського воєводства.
Населення — 236 осіб (2011).
У 1975-1998 роках село належало до Келецького воєводства.

## Демографія
Демографічна структура на день 31 березня 2011 року:
|          | Загалом | Допрацездатний вік | Працездатний вік | Постпрацездатний вік |
| -------- | ------- | ------------------ | ---------------- | -------------------- |
| Чоловіки | 126     | 41                 | 69               | 16                   |
| Жінки    | 110     | 29                 | 54               | 27                   |
| Разом    | 236     | 70                 | 123              | 43                   |